# Asz-Szawija-Wardigha

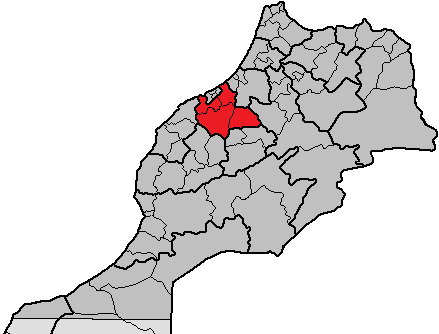
Region Szauja-Wardigha

Asz-Szawija-Wardigha (arab. الشاوية ورديغة, fr. Chaouia-Ouardigha) to region w Maroku, w północnej części kraju. Populacja wynosiła w 2004 roku 1 655 660 mieszkańców na powierzchni 7010 km². Stolicą regionu jest Sattat.
Region składa się z 4 prowincji:
- Bin Suliman
- Churibka
- Sattat
- Berrechid